# Vidbir
A Vidbir (más néven: Nacionalnij Vidbir, magyarul: Nemzeti Kiválasztás) 2016 óta évente megrendezett zenei fesztivál Ukrajnában. A verseny szervezője a Szuszpilne (2020-ig az STB-vel közösen). A Vidbir győztese képviselheti Ukrajnát az Eurovíziós Dalfesztiválon.

## Története

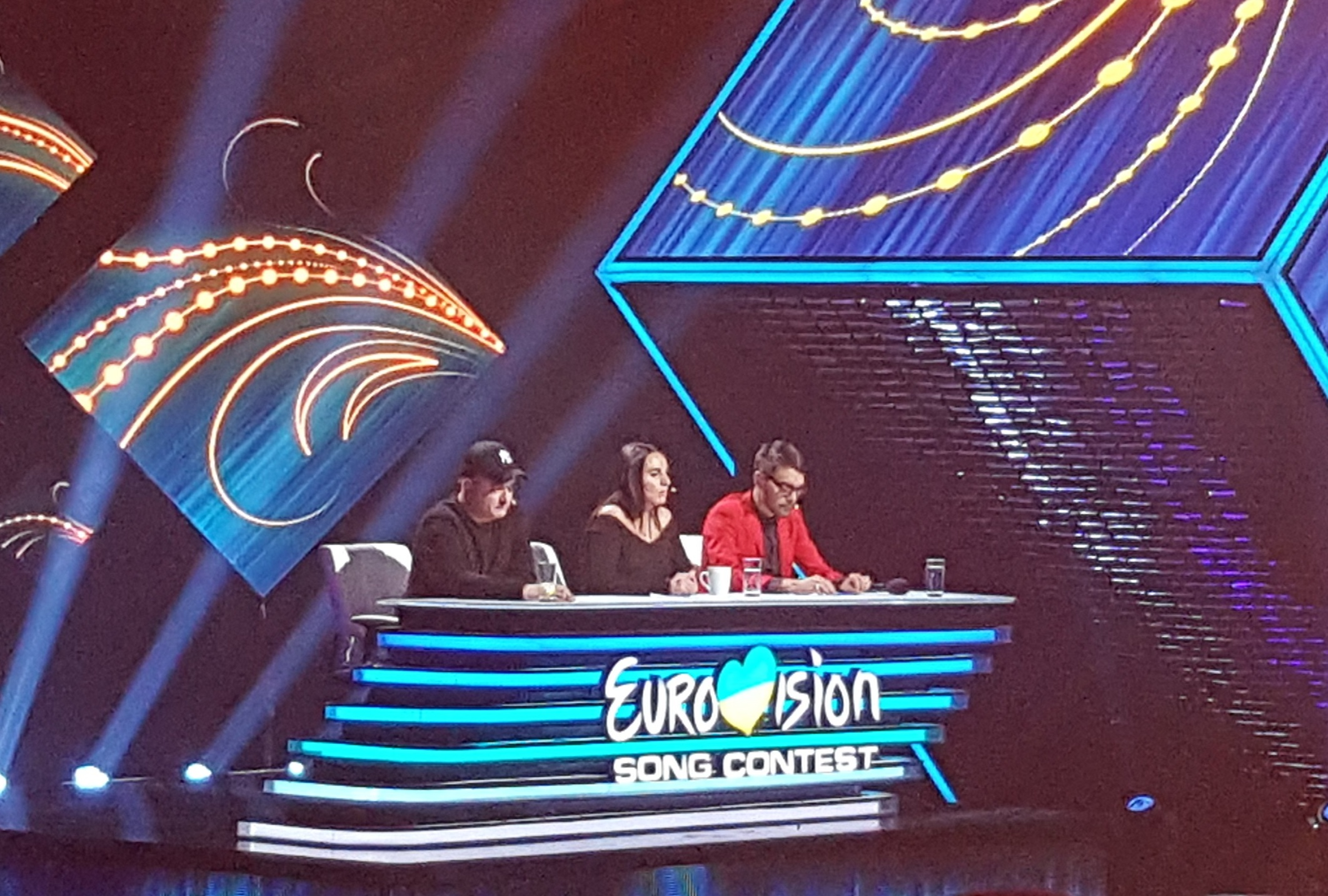
A 2018-as Vidbir zsűrije

Az ukrán Eurovíziós induló kilétét általában nemzeti döntő segítségével, de pár alkalommal belső kiválasztással döntötték el. A Vidbir 2016 óta szolgál az ország eurovíziós előadójának és dalának megtalálásához. Az első Vidbir két elődöntőből és egy döntőből állt. A verseny nyertese Jamala lett, akinek versenydala, az 1944 végül a 2016-os Eurovíziós Dalfesztiválon is győzelmet aratott. A következő évben egyel több elődöntőt rendeztek, azonban 2018-ban az eredeti, debütáló formátummal folytatták a műsort. 2019-ben botrány alakult ki a győztes körül. Maruv, nem volt hajlandó aláírni a köztelevízió által kínált szerződést, amely megtiltotta volna az oroszországi fellépéseit. A politikai nyomás és a szerződés feltételei miatt az énekesnő visszalépett, más döntősök pedig elutasították a részvételt. Végül Ukrajna visszalépett a 2019-es Eurovíziós Dalfesztiváltól.

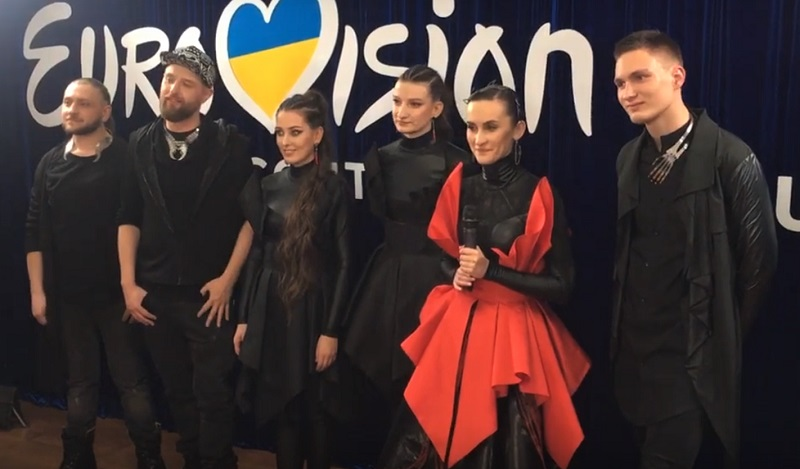
A Go A, a 2020-as verseny döntője után

2020-ban visszatért az ország és ismét megrendezték a nemzeti döntőt, amelyet a Go A nyerte meg. Azonban március 18-án az Európai Műsorsugárzók Uniója bejelentette, hogy 2020-ban nem tudják megrendezni a versenyt a COVID–19-koronavírus-világjárvány miatt. Az ukrán műsorsugárzó jóvoltából az együttes lehetőséget kapott az ország képviseletére a következő évben, ekkor nem rendeztek ukrán válogatót.
2021-ben bejelentették, hogy az STB csatorna és a nemzeti közszolgálati műsorszolgáltató közötti együttműködés megszűnését. Ennek eredményeképp a 2022-es verseny nem a megszokott formában zajlott le, az STB csatorna pedig elveszítette a jogot, hogy részt vegyen a válogató gyártásában és az Eurovíziós Dalfesztivál közvetítésében. 
2022-ben már nem rendeztek elődöntőket. Ebben az évben azonban egy újabb botrány robbant ki, Alina Pash győzelme, amikor kiderült, hogy korábban vitatott körülmények között járt a Krím félszigeten. A politikai vita miatt az énekesnő visszalépett, és helyette a Kalush Orchestra képviselte Ukrajnát, akik a Stefania című dallal megnyerték a versenyt, szimbolikus győzelmet aratva az orosz–ukrán háború árnyékában.
2023-ban különleges körülmények között zajlott a műsor, ugyanis a háborús helyzet miatt a kijevi metró egyik állomásában rendezték meg a döntőt, amely bombabiztos helyszínt biztosított. Mellesleg a győztes dal, a Heart of Steel volt a 2023-as dalfesztivál első kiválasztott dala.

## Győztesek
| Év   | Előadó                     | Dal                            | Szerző(k)                                                    | Döntő              | Pontszám           | Elődöntő             | Pontszám             |
| ---- | -------------------------- | ------------------------------ | ------------------------------------------------------------ | ------------------ | ------------------ | -------------------- | -------------------- |
| 2016 | Jamala                     | 1944                           | Jamala                                                       | 1.                 | 534                | 2.                   | 287                  |
| 2017 | O.Torvald                  | Time                           | Gyenyisz Mizsjuk Jevhen Kamencsuk Jevhen Halics              | 24.                | 36                 | Automatikusan döntős | Automatikusan döntős |
| 2018 | Mélovin                    | Under the Ladder               | Mélovin Mike Ryals                                           | 17.                | 130                | 6.                   | 179                  |
| 2019 | Maruv                      | Siren Song                     | Anna Korsun Mikhail Busin                                    | Visszalépett       | Visszalépett       | Visszalépett         | Visszalépett         |
| 2020 | Go A                       | Szolovej                       | Katerina Pavlenko Tarasz Sevcsenko                           | Elmaradt a verseny | Elmaradt a verseny | Elmaradt a verseny   | Elmaradt a verseny   |
| 2022 | Alina Pash                 | Shadows of Forgotten Ancestors | Alina Pash Taras Bazeev                                      | Visszalépett       | Visszalépett       | Visszalépett         | Visszalépett         |
| 2023 | Tvorchi                    | Heart of Steel                 | Andrij Huculjak Jimoh Augustus Kehinde                       | 6.                 | 243                | Automatikusan döntős | Automatikusan döntős |
| 2024 | Alyona Alyona & Jerry Heil | Teresa & Maria                 | Aljona Szavranenko Anton Csilibi Jana Semajeva Ivan Klimenko | 3.                 | 453                | 2.                   | 173                  |
| 2025 | Ziferblat                  | Bird of Pray                   | Valentin Lescsinszkij Danijil Lescsinszkij Fegyir Hodakov    | 9.                 | 218                | 1.                   | 137                  |

## Lásd még
- Vidbir 2020
- Eurovíziós Dalfesztivál
- Ukrajna az Eurovíziós Dalfesztiválokon